# La Vie cachée de Fidel Castro
La Vie cachée de Fidel Castro (en espagnol, La vida oculta de Fidel Castro) est un livre du cubain Juan Reinaldo Sánchez publié en 2014, garde du corps pendant 17 ans de Fidel Castro. Dans cet ouvrage, l'auteur analyse la vie publique et privée de Castro, remettant en cause le comportement quotidien supposé austère et les idéaux communistes du leader cubain.

## Contenu
Le livre permet de suivre la prise de conscience de l'auteur, militaire dévoué et obéissant, qui passe d'une vraie vénération pour Fidel Castro vers une position beaucoup plus critique. L'auteur dément l'austérité supposée de Fidel Castro et dévoile sa vie de luxe (yachts, île privée, etc.), des manipulations financières, des secrets d'Etat et la complicité de Castro avec des trafiquants de drogue. Il décrit le « sanctuaire » et le « paradis » que constitue la propriété de Fidel Castro à Cayo Piedra. Ce que Castro a toujours présenté comme une cabane de pêche serait en fait une propriété luxueuse s'étendant sur deux îles reliées par un pont, entourée d'un périmètre délimité ultra-protégé, avec piste d'hélicoptère, restaurant flottant et zoo marin. 
Sánchez fut garde du corps de Fidel Castro pendant 17 ans (de 1977 à 1994). Lorsqu'il démissionne, il est incarcéré pendant deux ans pour insubordination. Une des raisons qui poussent Sánchez à s'éloigner de Castro est une conversation en 1989 entre Castro et son ministre de l'Intérieur, José Abrantes, qui démontre sa relation avec le trafic de drogue et la condamnation postérieure d'Arnaldo Ochoa. Sánchez affirme que ce trafic de drogue impliquait d'autres personnalités du régime cubain et que les coupables ont été exécutés pour empêcher qu'éclate la vérité. Sánchez implique également Castro dans le trafic d'armes.
En 2008, Sánchez parvient à fuir aux États-Unis après dix tentatives infructueuses. Il est le seul membre de l'équipe de sécurité de Castro qui réussit à s'enfuir. Sánchez, diplômé en Droit et formé à l'espionnage et contre-espionnage, fut lieutenant-colonel du ministère de l'Intérieur.

### Fortune de Fidel Castro
Juan Reinaldo Sánchez indique que Fidel Castro possédait une île à son usage exclusif comme maison de campagne. Cette île est située à 15 km de la baie des Cochons. Il s'agit de l'île de Cayo Piedra, «un paradis pour millionnaires». Il décrit un environnement de « yacht, de parties de chasse sous-marine, piscine d'eau douce et une armée de gardes et de serviteurs ».

## Accueil critique
L'historien Pierre Rigoulot indique que l'ouvrage ne révèle pas de grands secrets historiques mais confirme « le caractère tyrannique et même totalitaire du régime ainsi que la psychologie particulière de Castro, parfaitement adaptée au type de tyrannie qu’il exerce ». Pour Claire Arsenault de RFI ce portrait de Fidel Castro « met à mal la légende du combattant frugal ». Marc Perelman sur France 24 précise que « personne, jusque-là,  n’avait osé révéler la vie privée et secrète du mythique personnage ». Pour Christophe Barbier ce livre  « est un témoignage de première importance, qui bouleverse la lecture de l'Histoire et, par ailleurs, captive le lecteur comme un roman d'aventure ».

## Publication
Le livre est d'abord publié en Espagne en 2014, puis en français toujours en 2014 par les éditions Michel Lafon, et enfin en anglais aux États-Unis en 2015. Quelques semaines après la publication de la version anglaise, Sánchez meurt d'une maladie pulmonaire à Miami à l'âge de 66 ans.
- La vie cachée de Fidel Castro, de Juan Reinaldo Sánchez et Axel Gyldèn. Ed. Michel Lafon.